# رسول باقی‌یف
رسول باقی‌یف (تاجیکی: Расул Боқиев؛ زادهٔ ۲۹ سپتامبر ۱۹۸۲) جودوکار اهل تاجیکستان است.
وی در مسابقات کشوری و بین‌المللی در مجموع برندهٔ ۱ مدال نقره، ۵ مدال برنز شده‌است.